# Routine (Jack Harlow)
Routine è un singolo del rapper statunitense Jack Harlow pubblicato il 30 maggio 2017.

## Tracce
1. Routine – 3:31